# Isla San José (Malvinas)

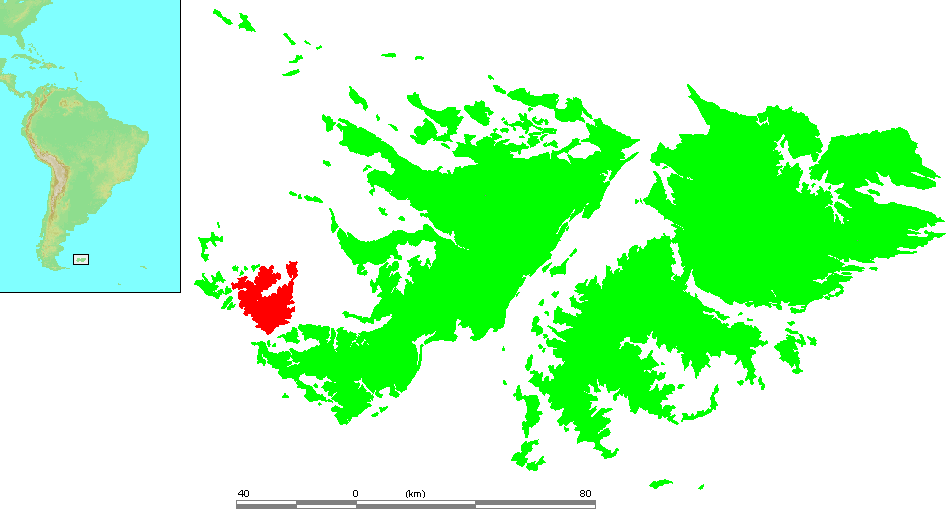
Isla San José

La isla San José (inglés: Weddell Island) es una isla perteneciente al archipiélago de las islas Malvinas. Ubicada a dos kilómetros de la costa occidental de su vecina, la isla Gran Malvina, de la que está separada por el canal Colón. Esta isla tiene una superficie de 254 km² y es la tercera más grande de las Malvinas.
La atracción principal de la isla es su fauna. Zorros patagónicos y varias especies de pingüinos y leones marinos viven aquí. Hay también un pueblo pequeño en la costa oriental en donde viven los dueños de una granja de ovejas.

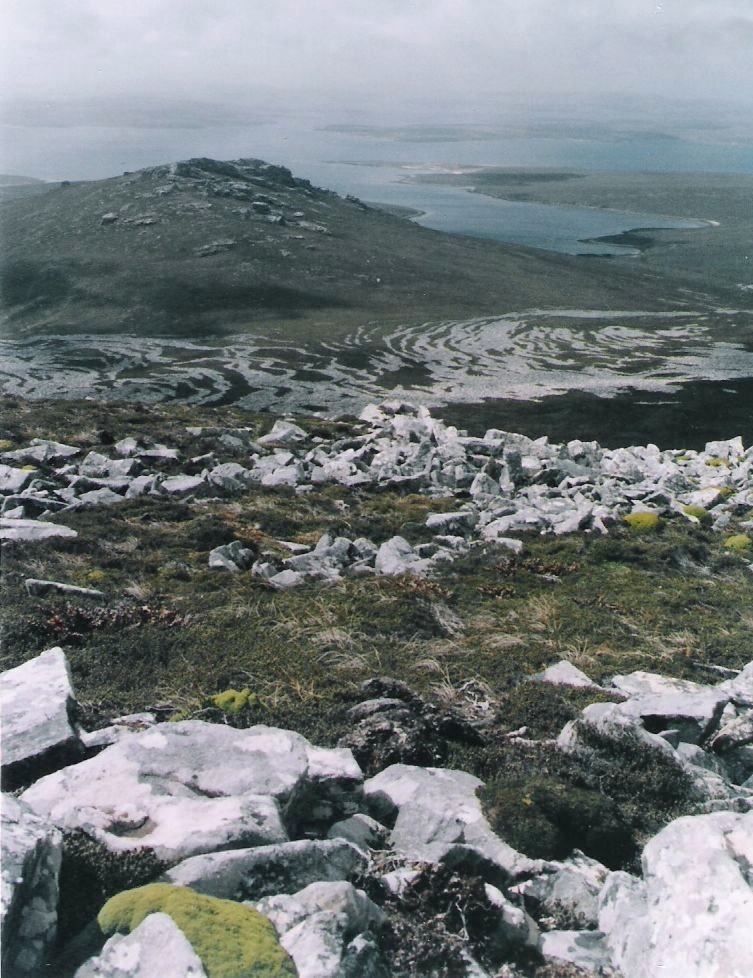
Paisaje rocoso en la Isla San José.

Actualmente es administrada por el Reino Unido como parte del territorio de ultramar de las islas Malvinas, y es 
reclamada por Argentina, formando parte integral del Departamento Islas del Atlántico Sur dentro de la provincia de Tierra del Fuego, Antártida e Islas del Atlántico Sur.

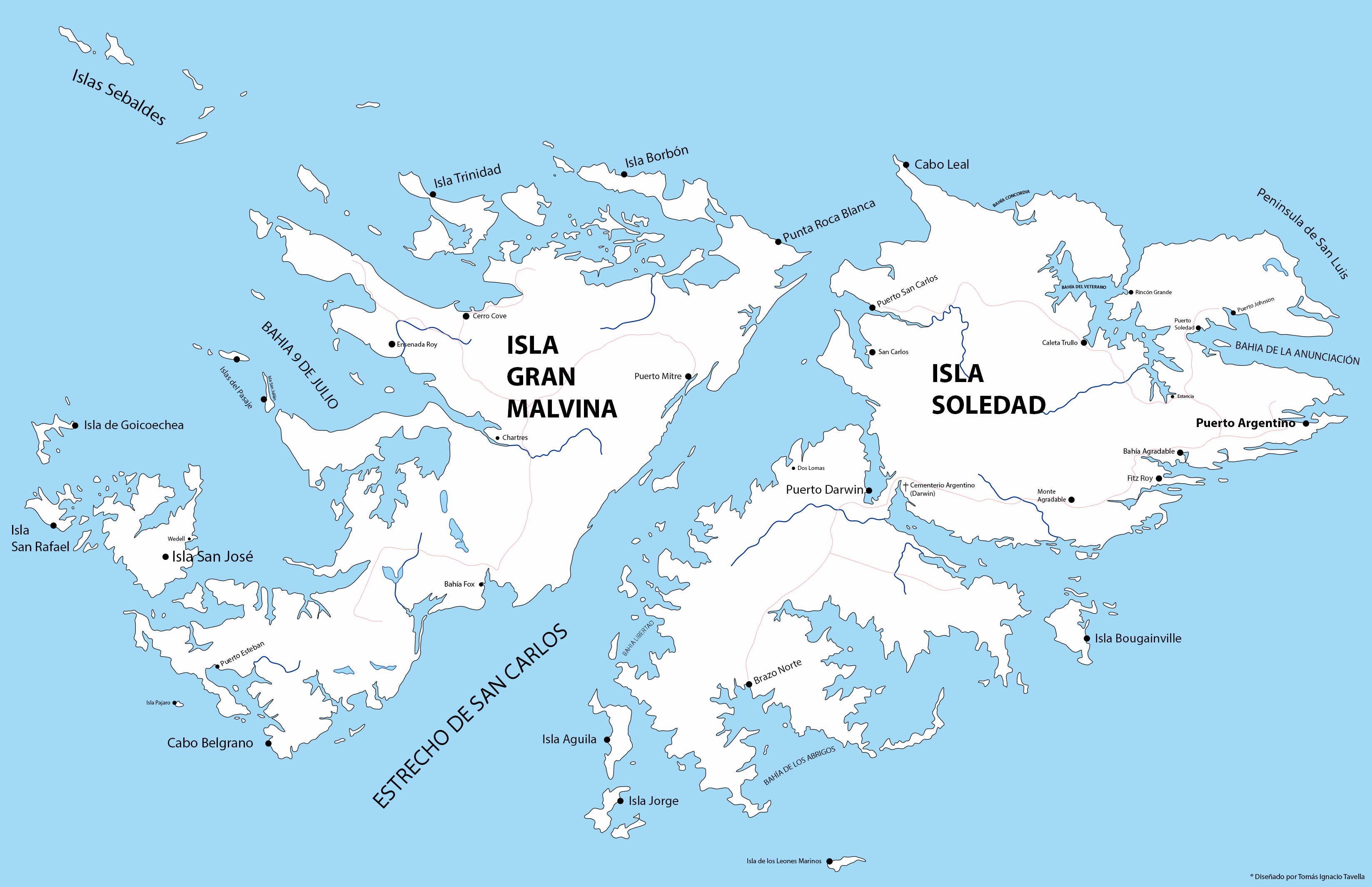
Mapa con la toponimia castellana de las Malvinas.

## Toponimia
Hasta el siglo XIX este pedazo de tierra tenía el nombre de Swan Island o Isla de los Cisnes. El nombre actual en el idioma inglés, Weddell Island, se debe a James Weddell, un explorador británico que visitó las Malvinas durante la década de 1820. 